# Cerecinos del Carrizal
Cerecinos del Carrizal è un comune spagnolo di 156 abitanti situato nella comunità autonoma di Castiglia e León.